# Costifrons flammator
Costifrons flammator là một loài tò vò trong họ Ichneumonidae.